# Cantón de Vianden
Vianden (en luxemburgués, Veianen) es un cantón, ubicado en el distrito de Diekirch, en Luxemburgo. Es el cantón con menor tamaño de Luxemburgo (con solo 78.52 km² de superficie), al igual que también es el menos poblado (3645 habitantes.)

## Comunas
Vianden tiene solo 3 comunas:
- Putscheid
- Vianden
- Tandel

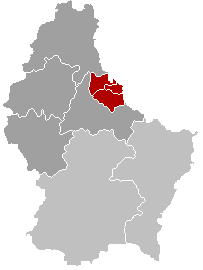
Comunas de Vianden (en rojo).

El 1 de enero de 2006 se fusionaron las antiguas comunas de Fouhrel y Bastendorf originando la nueva comuna de Tanden.